# アレクサンドリア攻囲戦
アレクサンドリア攻囲戦（アレクサンドリアこういせん、英: Siege of Alexandria、仏: Siège d'Alexandrie）はフランス革命戦争中の1801年8月17日から9月2日にかけてイギリス軍とフランス軍の間で行われた戦い。ナポレオンのエジプト侵攻に始まるエジプト・シリア戦役の最後の戦闘となった。フランスは1798年7月2日から、エジプト北部のナイル・デルタの防備の堅固な港湾都市であるアレクサンドリアを占領していた。

## 経緯
イギリス軍とフランス軍の間で1801年3月21日に行われたカノープスでの戦闘（アレクサンドリアの戦い）はフランスの後退に終った。歴史家は、冷淡な共和国政府に見捨てられたと感じていたフランス守備軍が、命令と服従に関する革命軍特有の高い規律を徐々に喪っていったと述べている。多くの兵士が共和国への宣誓を更新することを拒否し、拒否しなかった者も心から宣誓したわけではなかった。
エジプト・シリア戦役への幻滅を募らせたフランス軍は、個人用の武器と荷物の所持を許され、イギリスの船によってフランスに帰国するという条件のもとで、1801年9月2日にイギリス軍に降伏した。アレクサンドリアにあったすべてのフランス艦船と大砲はイギリスに引き渡された。
ナポレオンの大陸軍の軍医総監であったドミニク＝ジャン・ラレー男爵は、その回顧録で、若いアラブ馬の肉を食すことが、いかにフランス軍での壊血病の流行を防止したかを記述している。彼は19世紀のフランスで馬肉食の習慣を広めた。

## 参考資料
- Smith, D. The Greenhill Napoleonic Wars Data Book. Greenhill Books, 1998.
- Lynne, John A. "Toward an Army of Honor: The Moral Evolution of the French Army, 1789-1815." French Historical Studies, Vol. 16, No. 1. (Spring, 1989)